# Euxesta punctipennis
Euxesta punctipennis är en tvåvingeart som beskrevs av Günther Enderlein 1937.
Euxesta punctipennis ingår i släktet Euxesta och familjen fläckflugor. Inga underarter finns listade i Catalogue of Life.